# Dolf de Vries
Pour les articles homonymes, voir De Vries.
Dolf de Vries, né le 11 juillet 1937 à  La Haye et mort le 5 décembre 2020, est un écrivain et acteur néerlandais.

## Filmographie
- 1973 : Turkish Délices de Paul Verhoeven : Paul[3]
- 1976 : Max Havelaar (Max Havelaar of de koffieveilingen der Nederlandsche handelsmaatschappij) de Fons Rademakers
- 1977 : Soldier of Orange de Paul Verhoeven : Jack Ten Brinck[4]
- 1983 : Le Quatrième Homme de Paul Verhoeven : Dr. de Vries[5]
- 1985 : Het Bittere Kruid de Kees Van Oostrum : Dijter van Gelder[6]
- 1990 : Ava and Gabriel: A Love Story de Felix de Rooy[7]
- 1991 : Intensive Care de Dorna van Rouveroy : Hank[8]
- 1992 : De Bunker de Gerard Soeteman[9]
- 2006 : Black Book de  Paul Verhoeven : Notary Wim Smaal[10]
- 2006 : Brüder III – Auf dem Jakobsweg de  Wolfgang Murnberger : Arie, le Néerlandais
- 2012 : Milo de Roel Boorsma et Berend Boorsma : Lucas Mulder[11]